# 새 출발 (1939년 영화)
새 출발은 한국에서 제작된 이규환 감독의 1939년 영화이다. 서월영 등이 주연으로 출연하였고 최남주 등이 제작에 참여하였다.

## 출연

### 주연
- 서월영
- 문예봉
- 김일해
- 독은기

## 제작진
- 조명: 김성춘
- 미술: 윤상렬